# Schlacht an der Pembe-Furt
Die Schlacht an der Pembe-Furt im September 1904 ereignete sich im Verlauf des Bestrebens Portugals, die von Ovambo bewohnte Region nördlich des Kunene-Flusses zu annektieren. Die Schlacht war eine der schwerste Niederlagen der portugiesische Kolonialgeschichte.

## Ausgangssituation

Siedlungsgebiete angolanischer Volksgruppen (Ovambo rosé im Süden)

Um das gesamte ihm 1885 auf der Kongokonferenz zugesprochene Gebiet Angolas tatsächlich in Besitz nehmen zu können, musste Portugal auch die im äußersten Süden angesiedelten Volksgruppen unterwerfen, bevor dies die deutschen Rivalen von Deutsch-Südwestafrika aus taten. Dem stand entgegen, dass die Portugiesen damals südlich des Zentralhochlands kaum präsent waren. Im Südwesten verfügten sie über die Hafenstadt Moçâmedes; ihre Bemühungen, auf dem fruchtbaren Hochland von Huíla Auswanderer aus Madeira sowie Gruppen von verbannten Kontinentalportugiesen anzusiedeln, hatten nur mäßigen Erfolg. Eine Anzahl portugiesischer Buschhändler waren in der Region aktiv, dazu einige wenige Missionare. Der Gouverneur, mit Sitz in Lubango, verfügte nur über wenige und schlecht ausgerüstete Truppen, die zu einem guten Teil aus weiter nördlich (meist unter den Ovimbundu) rekrutierten Afrikanern bestanden. Er sah sich daher oft gezwungen, bei militärischen Aktionen auch auf portugiesische Siedler und auf jene Buren zurückzugreifen, die sich auf dem Hochland von Huíla (in Humpata) niedergelassen hatten. Entscheidend war vielfach, dass er aus verfeindeten Volksgruppen Hilfstruppen gegeneinander mobilisieren konnte.
Bis 1898 wurden in drei Feldzügen die Khumbi unterworfen und anschließend z. T. als Verbündete gewonnen. In der Grenzregion Cunene leisteten jedoch die zu den Ovambo zählenden Kwamato (port. Cuamato), besonders aber die Kwanyama (Cuanhama), starken Widerstand und wurden dabei von verwandten Gruppen in Deutsch-Südwestafrika unterstützt – nicht zuletzt durch den Schmuggel von Gewehren, die moderner waren als die der portugiesischen Kolonialtruppen.

## Portugiesische Expedition
Ab 1902 erhoben sich die südangolanischen Stämme erneut gegen die portugiesische Herrschaft. Während die Deutschen mit dem Aufstand der Herero und Nama beschäftigt waren, stieß im September 1904 ein portugiesisches Expeditionskorps unter dem Kommando von Major João Maria de Aguiar von Huíla aus in das Gebiet der Ovambo vor, um diese zu „befrieden“. Das Korps umfasste 467 portugiesische und 613 afrikanische Kolonialsoldaten, sowie 11 europäische Siedler, 420 afrikanische Söldner und etwa 500 verbündete Khumbi-Krieger. Es verfügte über eine Abteilung Feldartillerie und eine Kompanie berittener Dragoner.

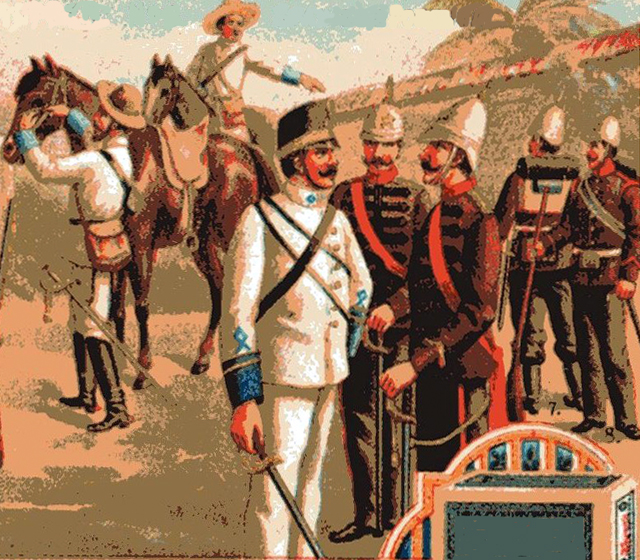
Portugiesische Kolonialtruppen, um 1900

An einer Furt durch den Kunene bei Pembe geriet eine Vorausabteilung unter dem Kommando von Hauptmann Luís Pinto de Almeida in einen Hinterhalt der Kwamato. Die Abteilung bestand aus 499 Kolonialsoldaten, je zur Hälfte Portugiesen und Afrikaner. Sie schloss zwei Züge Dragoner und zwei Feldkanonen ein; ihre Bewaffnung bestand aus Gewehren, Pistolen (nur für Offiziere) und Säbeln. Dazu kam eine nicht bestimmbare Zahl von Kriegern der Himba und der Khumbi. Sie trafen auf vermutlich einige Tausend Kwamato, die sich in Waldstücken verschanzt hatten. Diese verfügten vielfach über Gewehre, zum großen Teil jedoch über Pfeile und Bogen und/oder Speere, in jedem Fall aber über Kampfmesser und/oder Keulen. Anstatt den Rückzug zu befehlen, entschloss sich de Almeida zum Angriff, in dessen chaotischem Verlauf sich portugiesische Kolonialsoldaten und afrikanische Hilfstruppen im Getümmel einmal sogar gegenseitig beschossen. Über 300 Mann der Vorausabteilung, einschließlich eines guten Teils der Offiziere, lagen schließlich erschossen, erschlagen oder mit der blanken Waffe getötet auf dem Schlachtfeld; der Rest ergriff die Flucht.
Obwohl damals die portugiesische Presse von der „größten Niederlage, die jemals portugiesische Waffen erlitten“ hätten, schrieb, hatte diese keine derart katastrophalen Folgen wie einst die Niederlage von Alcácer-Quibir (1578) und traumatisierte die portugiesische Nation auch nicht in einem Maße, wie beispielsweise die gegen Afrikaner erlittenen Niederlagen von Dogali (1887) und Adua (1896) vergleichsweise die Italiener traumatisiert hatten. Selbst unter den Angolaportugiesen verblasste die Erinnerung im Laufe der Jahrzehnte stark – umso mehr, als sie nur vereinzelt Zugang zu Quellen zur Geschichte Angolas hatten und ein Großteil von ihnen noch in den 1970ern Analphabeten waren.
Mit frischen Truppen in einer Stärke von rund 2000 Mann brach der neue Gouverneur von Huíla im folgenden Jahr zu einer erfolgreicheren Strafexpedition gegen die Kwamato auf, die sich aber 1907 nochmals erhoben und erst 1908 vorläufig unterworfen wurden. Während des Ersten Weltkriegs in Südwestafrika erhoben sie sich 1914 und 1915 mit deutscher Hilfe allerdings erneut (siehe auch: Kampf um Naulila). Erst 1916 galt das Grenzgebiet als „befriedet“ und Portugal konnte seine Herrschaft festigen.